# Kyrie en re menor, KV 341 (Mozart)
El Kyrie en re menor, K. 341/368a, es el fragmento (Kyrie eleison) de una gran misa que al parecer, Wolfgang Amadeus Mozart comenzó en abril de 1791 y que no llegó a terminar. Parece que Ludwig von Köchel, al confeccionar su catálogo de la obra de Mozart cometió un grave error de datación, situando la composición de la pieza en Múnich en torno al año 1780.

## Historia
A mediados de abril de 1791, y apenas ocho meses antes de su muerte, Mozart se enteró de que Leopold Hofmann, viejo rival de Haydn y Kapellmeister de la catedral vienesa de San Esteban, había caído mortalmente enfermo. Este cargo importante, con un salario anual de 2000 florines, además de los emolumentos habituales (leña, velas, etc.), que eran muy sustanciosos, no dependían de la corte, sino del ayuntamiento de Viena. Mozart, debido a su difícil situación económica y pensando que contaba con grandes amistades entre los vieneses, optó al cargo, solicitando al puesto de asistente no retribuido del «actual Herr Kapellmeister de la catedral de San Esteban». En esa carta, escrita a finales de abril de 1791, leemos que Mozart había decidido pedir el puesto «en un momento en que el Herr Kapellmeister Hofmann estaba enfermo porque mis talentos musicales y mis obras... son conocidos en el extranjero, y en todas partes se me nombra con cierto respeto». «Pero el Kapellmeister Hofmann se recuperó», añade Mozart, solicitando del municipio que se le designe «adjunto sin sueldo» a Hofmann, «que ya tiene una edad avanzada». Mozart hace hincapié en su «conocimiento del estilo eclesiástico», en el cual se consideraba especialmente competente.
El ayuntamiento tomó una decisión favorable respecto a la petición de Mozart el 28 de abril de 1791. Hubiera acabado convirtiéndose en Kapellmeister de la catedral de San Esteban y la historia de la música religiosa habría sido muy diferente. Sin embargo, el anciano Leopold Hofmann se recuperó y vivió hasta 1793.

## Estudios recientes
La partitura autógrafa de la obra desapareció hace tiempo (con lo cual no se pueden examinar datos tan interesantes como las filigranas del papel, etc.). Lo conocemos gracias a una copia que hizo un músico de Leipzig, A. E. Müller (Biblioteca Nacional de Berlín), y por la primera partitura impresa, publicada en torno a 1825, basándose en el autógrafo por J. A. André.
Aunque estilísticamente es sólo comparable al Réquiem (escrito en la misma tonalidad), basándose en las grandes dimensiones de la orquestación (dos flautas, dos oboes, dos clarinetes, dos fagotes, cuatro trompas, dos trompetas, timbales, órgano y cuerdas), esta obra se ha incluido hasta ahora en el período de Múnich de 1780.
No obstante, parece más probable que Mozart pretendiera componer una gran Misa solemne en re menor para celebrar el puesto que acababa de obtener en San Esteban, y que hubiera acabado el Kyrie antes de que se hubiera recuperado Hofmann.